# Giovanni Battista Cungi
Giovanni Battista Cungi (actif, 1538 - 1592) est un peintre italien de la fin de la Renaissance, de la période maniériste, actif principalement en Toscane.

## Biographie
Giovanni Battista Cungi est né à Borgo San Sepolcro.
Il n'existe aucune information sur lui antérieure à celle contenue dans l'autobiographie de Giorgio Vasari avec qui, selon son témoignage , il se rendit à Rome entre février et juin 1538 pour réaliser des dessins et des reliefs de antiquités classiques. Vasari rappelle dans la Vie de Cristoforo Gherardi dit « Doceno » que « Battista Cungi, Borghese et son compatriote  furent à mon service pendant environ sept ans ». Il assiste Cristoforo Gherardi dans la décoration, avec des sujets mythologiques et des «  grotteschi », du Castello Bufalini à San Giustino en Ombrie. Une Annonciation de Cungi est présente au Musée Civique de Sansepolcro.
Sa dernière production connue date de 1592. En effet la Crucifixion avec la Vierge et saint  conservée dans l' Église San Lorenzo de Sansepolcro est datée de 1592 et signée « G.B. »